# 한국해양진흥공사
한국해양진흥공사(韓國海洋振興公社, Korea Ocean Business Corporation)는 대한민국 해양수산부의 산하 기타공공기관이다. 부산광역시 해운대구 마린시티2로 38에 위치한다. 
공사 설립 특별법 제정에 따른 공공기관으로 설립되었다.

## 설립 근거 및 소관 업무

### 설립 근거
- 「한국해양진흥공사법」

### 소관 업무
- 선박, 항만터미널 등 해운항만업 관련 자산에 대한 투자
- 선박, 항만터미널 등 해운항만업 관련 자산의 취득을 위하여 해운항만사업자가 차입하는 자금에 대한 채무보증
- 해운항만업 관련 채권·주식의 매입 및 중개
- 선박의 취득·관리 및 처분의 수탁
- 「해운법」 제40조의2제2항에 따른 해운산업 지원 전문기관의 업무
- 운임선도거래 시장 운영
- 해운항만물류 관련 전문인력의 양성
- 해운항만사업자의 해외 물류시장 투자 등에 대한 컨설팅
- 위 업무와 관련된 조사 및 연구
- 국가, 지방자치단체, 공공기관 등이 위탁하는 업무
- 정부시책으로 추진하는 해운항만사업자에 대한 보조금 지원
- 그 밖에 해운항만 시장의 건전한 거래질서 확립과 산업 발전을 위하여 위 업무와 관련된 국내외 정책금융기관·연구기관 등과의 업무협력 및 교류사업

## 설립
2017년 1월 20일 문재인대통령이 한국 해운산업을 살리기 위해 "가칭 한국해양선박금융공사를 설립해야 한다"고 주장하면서 설립 논의가 시작되었다. 문재인은 현재 한국선박회사의 자본금이 1조 원 정도로 매우 부족하여 4조 ~ 5조 원 규모의 기관이 필요하다는 주장을 한 것이다. 대통령에 당선된 뒤인 5월 31일 바다의 날 기념식에서는 "해운·조선산업이 국가 경제 핵심의 한 축이며, 전시엔 육·해·공군에 이어 제4군 역할을 하는 기간산업"이라고 강조하며 금융지원을 위한 한국해양선박금융공사의 설립을 다시 한 번 밝혔다.
7월 4일에는 김영춘 대한민국 해양수산부 장관이 한국해양진흥공사를 설립하여 대통령의 공약 사항을 이행하겠다고 밝혔다. 이후 해양수산부 주도로 설립방안이 8월 30일 확정되었는데 장기 불황으로 어려움을 겪는 해운업을 살리기 위한 종합적 지원책으로 제시된 것이다. 이를 위해 한국해양보증보험, 한국선박해양 한국해운거래정보센터 등 대한민국 정부가 해운정책기금을 운용 중인 정책금융기관들을 하나로 통합하는 방안을 확정했다. 
8월 23일 이개호 더불어민주당 의원 외 17명이 「한국해양진흥공사법」 제정안을 발의했으며, 12월 29일 국회 본회의를 통과했다. 통과된 법률안은 2018년 1월 16일 공포되었으며, 7월 5일 발족했다.

## 조직
공사 조직은 3개 본부로 구성되며 본부 외에 서울사무소, 런던지사, 싱가폴지사를 설치 예정이다. 
감사실
혁신경영본부
- 경영기획실
- 사업심사평가부
- 산업진흥센터

해양투자본부
- 투자기획지원부
- 투자운영부

해양보증본부
- 보증기획지원부
- 보증운영부